# Michael Weber (Brauer)

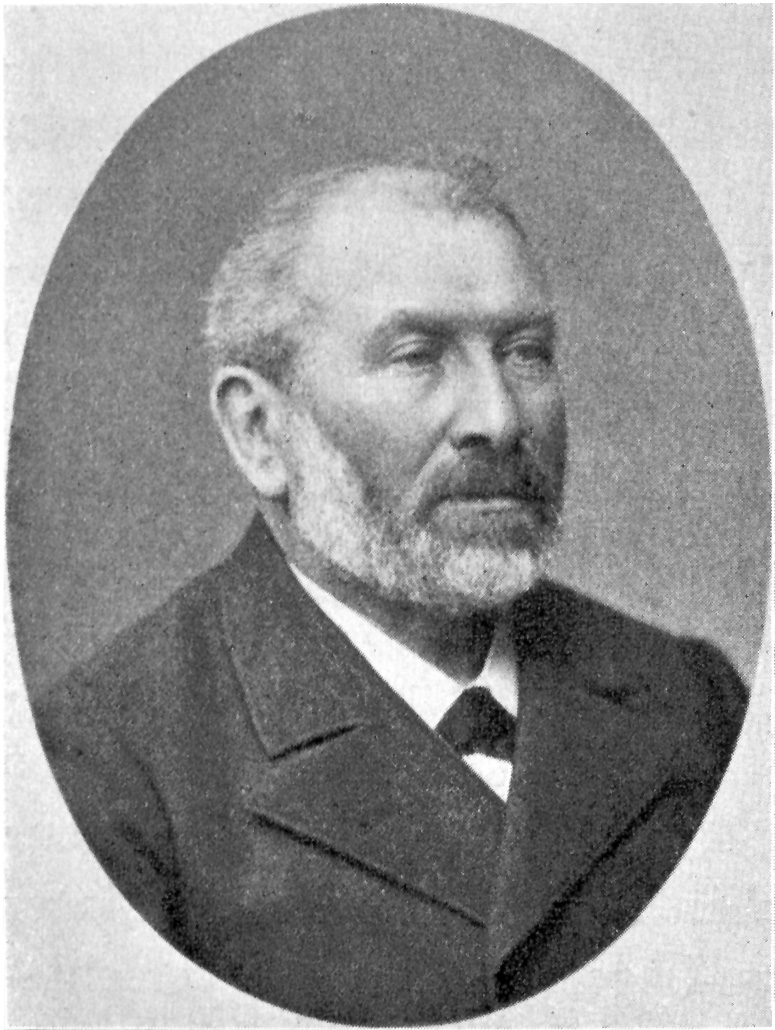
Michael Weber

Michael Weber (* 1827 in Heidingsfeld; † 1885) war ein deutsch-schweizerischer Braumeister. Von 1856 bis zu seinem Tod war er Geschäftsführer der Brauerei Wädenswil. 

## Leben
Michael Weber wurde 1827 in Heidingsfeld bei Würzburg als Sohn eines Würzburger Braumeisters geboren. Die Familie zog nach Schaffhausen, als Michael zwei Jahre alt war. Der Vater übernahm dort die «Brauerei Straussfeder». Michael Weber ging in Schaffhausen zur Schule und erlernte später das Brauereihandwerk im Geschäft des Vaters. Nach der Lehre zum Brauer erlernte er noch bei einem Küfermeister das Küfern.
Nach seiner Ausbildung zog Michael Weber für einige Jahre nach Frankreich und arbeitete dort als Brauer und als Küfer. Anfang der 1850er Jahre kam er in die Schweiz zurück und nahm eine Stelle als Braumeister in der Brauerei von Heinrich Koller-Forster (spätere «Brauerei Seiler») in Oberstrass an.
1856 gründete er mit seinem Schwager Gottlieb Naef die Firma «Naef & Weber» und sie übernahmen die «Brauerei Wädenswil». Ab 1867 führte er die Brauerei alleine, da er und sein Schwager das Geschäftsverhältnis untereinander auflösten. Nachdem die Brauerei am 13. April 1874 niederbrannte, musste er sie bis 1877 wieder aufbauen. Er baute die Anlage sogar wesentlich aus und führte das Geschäft erfolgreich bis zu seinem Tod im Jahr 1885. Er hinterliess zwei minderjährige Söhne.